# BRENDA Tissue Ontology
Die BTO (BRENDA Tissue Ontology) ist eine Enzyklopädie, die Begriffe und Bezeichnungen für Gewebe, Organe, anatomische Strukturen, Pflanzenteile, Zellkulturen, Zelltypen und Zelllinien in Organismen aus allen taxonomischen Gruppen (Tieren, Pflanzen, Pilzen und Einzellern), aus denen die Enzyme isoliert bzw. in denen sie nachgewiesen wurden, beschreibt.
Die BTO ist eine der ersten gewebespezifischen Ontologien im Bereich der Lebenswissenschaften, die sich nicht auf einen Organismus oder eine Organismengruppe konzentriert und somit einen leichten Zugang zu den umfassenden Informationen ermöglicht. Sie wird von anderen Datenbanken als Datenquelle verwendet oder in deren Suchfunktionen integriert, beispielsweise vom Ontology Lookup Service und MIRIAM Registry des EBI-EMBL oder von der TissueDistributionDB mit einer Tissue Synonym Library am Deutschen Krebsforschungszentrum Heidelberg oder auf den Webseiten des Bioportal (National Center for Biomedical Ontology, Stanford, USA). Die Nutzer der BTO kommen aus den Bereichen Medizin und Pharmazie, die sich mit dem Vorkommen und histologischen Nachweis von krankheitsrelevanten Enzymen in Geweben beschäftigen, die eine wichtige Rolle in der Diagnose und Behandlung sowie in der Medikamentenentwicklung spielen. In der biochemischen und biotechnologischen Forschung dient der gewebespezifische Nachweis von Enzymen dazu, um Stoffwechselvorgänge, Regulationen und Funktionen besser verstehen zu können. Mit Hilfe von strukturiertem und kontrolliertem Vokabular sind Ontologien ein wichtiges Werkzeug, um die evolutionären Zusammenhänge bildlich darzustellen und miteinander zu verknüpfen.
Die Entwicklung der BTO begann 2003 mit dem Ziel, die biochemischen und molekularbiologischen Enzymdaten von BRENDA („BRaunschweig ENzyme DAtabase“) mit einer hierarchischen und standardisierten Sammlung an gewebespezifischen Begriffen zu verbinden. Die enzymspezifischen Daten und Informationen in BRENDA werden von Biochemikern, Biologen und Chemikern manuell aus wissenschaftlicher Literatur annotiert. Derzeit (Stand Oktober 2021) enthält die BTO  6.512 Begriffe, denen 6.214 Synonyme und 5.512 Definitionen zugeordnet sind; jeder Begriff ist jeweils mindestens einer Literaturstelle und einem Enzym zugeordnet. Die sogenannten Terme (= Begriffe) sind nach den allgemeinen Kategorien, Regeln und Formaten des Gene Ontology Konsortiums (GO,) klassifiziert. Die Terme werden nicht als klassische Hierarchie, sondern in Form eines gerichteten azyklischen Graphen (DAG, directed acyclic graph) dargestellt und mit Hilfe des Editors (Bearbeitungsprogramms) OBO-Edit erstellt. Von jeder Ebene der Hierarchie ist ein direkter Zugriff auf die funktionellen Enzymdaten in BRENDA möglich. Viele Enzyme werden gewebespezifisch exprimiert, so dass die BTO geeignet ist, diese voneinander zu unterscheiden.

## Inhalt und Funktionalität
Die BTO greift auf die umfangreichen enzymspezifischen Daten des BRENDA-Enzyminformationssystems zu. Derzeit (Oktober 2022) sind ca. 170.000 Enzym-Organismus-Gewebe-spezifische Daten für ca. 35.400 Proteine in BRENDA enthalten. Diese wurden aus über 167.000 Literaturreferenzen manuell annotiert. Alle BTO-Terme werden evaluiert und in der Ontologie klassifiziert, im sogenannten OBO-Format, wobei jeder Term eine definierte Beziehung zu einem anderen Term besitzt. Jeder Term kommt nur genau einmal in der Ontologie vor und wird automatisch einer eindeutigen BTO-Identifikationsnummer zugeordnet (BTO-ID). Diese BTO-IDs dienen dazu, die Informationen mit weiteren Datenbanken verbinden zu können. Zusätzlich wurden Begriffe aus externen Quellen in die BTO integriert, z. B. UniProt.
Die Terme werden in vier Hauptkategorien, den sogenannten Subgraphen klassifiziert:
- animal
- plant
- fungus
- other sources

Unterhalb dieser Kategorien (= Knoten) befinden sich die weiteren Ebenen, in denen die „Kinder“, „Geschwister“ und „Enkel“ etc. definiert werden. Diese Kategorien sind über definierte Beziehungen (= Kanten) miteinander verknüpft:
- „ist“ („is_a“, z. B. skeletal muscle fibre is_a muscle fibre)
- „Teil von“ („part_of“, z. B. muscle fibre part_of muscle)
- „entwickelt aus“ („develops/derives_from“, z. B. myoma cell develops/derives_from muscle fibre)
- „ähnlich“ („related_to“, beschreibt allgemeine Beziehungen, die nicht über „is_a“, „part_of“ oder „develops/derives_from“ erfasst werden).

Viele Terme in der BTO können spezifischen Organismen, Organen, Geweben oder Zelltypen zugeordnet werden. Diese werden in der Hierarchie in der entsprechenden Definition genannt. Bei nicht eindeutigen Ausdrücken, wie z. B. Epidermis, die sowohl Tieren als auch Pflanzen zugehörig sein können, wird zur Unterscheidung ein Präfix eingeführt, z. B. „plant epidermis“.
Viele der Definitionen stammen aus spezifischen Fachwörterbüchern aus dem Bereich der Medizin, Zelllinien-Datenbanken etc. (z. B. Webster’s Dictionary, DSMZ).

## Verfügbarkeit
Die Einträge in der BTO werden halbjährlich parallel zu BRENDA aktualisiert und sind über die BRENDA-Webseite im „Ontology Explorer“ frei zugänglich. Der Nutzer kann die BTO über eine einfache Suchmaske durchsuchen und über die Ergebnisausgabe direkt auf die Enzymdaten in BRENDA zugreifen. Eine weitere Möglichkeit, die BTO zu durchsuchen, ergibt sich über den Quick-Search-Modus „Source Tissue“ auf der BRENDA-Website ("Classic View"). Die Einträge in der Ergebnisliste sind direkt mit der Suche in der BTO verknüpft.
Die Benutzung der BTO und somit auch von BRENDA ist für alle Nutzer kostenlos. Die BTO lässt sich über „Obofoundry“ oder GitHub herunterladen.